# Estúdios Disney de 1937 a 1941
A história dos estúdios Disney de 1937 a 1941, um período conhecido como a "Primeira Era de Ouro", é essencialmente marcado pelo lançamento de seus primeiros longas de animação, começando com Branca de Neve e os Sete Anões (1937). As principais produções da empresa foram entre 1934 a 1941, data a partir da qual o estúdio experimentou um abrandamento na sua atividade. O último destes longas-metragens foi Bambi, lançado em 1942. Em 1934, Walt Disney começou a considerar a criação de um longa-metragem em animação, um projeto que culminou em 1937 com Branca de Neve e os Sete Anões. Esses projetos eram ambiciosos tanto do ponto de vista gráfico quanto técnico, geralmente do conceito artístico. As maiorias das produções foram produzidas entre 1940 e 1942. O estúdio utilizou, desenvolveu ou melhorou técnicas internas tais como a cor com o processo Technicolor, a câmara (multiplano), storyboards, o uso de modelos para desenhar os personagens e o sistema estereofônico Fantasound, entre outros. Para muitos, a animação tornou-se então uma arte.
Ao mesmo tempo, o estúdio continuou a sua produção de curtas-metragens, lançando séries centradas em antigos personagens secundários: Pato Donald e Pluto em 1937 e Pateta em 1939. Entretanto, tudo isso exigiu investimentos significativos para o estúdio e os lucros não compensaram os orçamentos.

## História
Desde 1924, Walt Disney conseguiu se destacar no mundo da animação depois de dirigir várias séries de curtas de desenhos animados, como Alice Comedies (1924–1927), Oswald the Lucky Rabbit (1928), depois Mickey Mouse (1928) e Silly Symphonies (1929). No entanto, como explica Christopher Finch, Walt não ficou muito satisfeito com o sucesso das suas duas séries de curtas-metragens Mickey Mouse e Silly Symphonies, antes de 1934, pensando seriamente em fazer um longa-metragem.

### A necessidade de fazer um longa-metragem

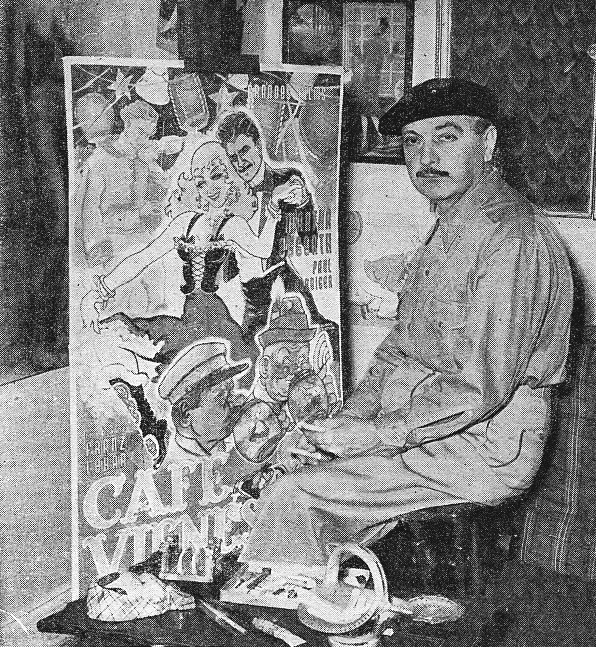
Quirino Cristiani diretor de El apóstol (1917) e Peludópolis (1931).

Em 1934, Walt Disney decidiu embarcar num novo desafio, a produção de longas-metragens de animação. Ao contrário da crença popular, o primeiro longa-metragem de animação na história do cinema não foi dos estúdios Disney, é sim o filme argentino El apóstol, dirigido por Quirino Cristiani e produzido por Federico Valle em 1917. Cristiani também dirigiu em 1931, Peludópolis, o primeiro longa-metragem de animação sonoro.
Walt Disney decidiu então investir sua fortuna pessoal para fazer um longa-metragem de animação, mesmo que isso significasse comprometer o futuro de seu estúdio. Walt também queria desenvolver seus negócios e diversificar suas atividades, além do sucesso de seus desenhos animados. Houve duas razões para a sua escolha, a primeira foi financeira. John Grant afirmou que os orçamentos de produção dos curtas-metragens estavam aumentando, porém, os lucros obtidos não. Um exemplo notável é o curta Three Little Pigs (1933), que arrecadou 250 mil dólares nos cinemas, mas os estúdios Disney só conseguiu obter um lucro de 60 mil dólares. Walt então, decidiu mudar suas produções de curtas a longas-metragem, para conseguir manter o estúdio, pois, além do merchandising do Mickey Mouse, a companhia não tinha outra renda financeira. A sua segunda motivação foi mais artística. A duração entre 8 a 9 minutos dos curtas-metragens limitava Walt de suas ideias. Em 1933, os estúdios Disney idealizou um filme baseado em Alice no País das Maravilhas com as atrizes Mary Pickford e Ginger Rogers, o estúdio chegou a comprar os direitos da obra. Robin Allan afirmou que outro filme foi considerado em ser feito, baseado no conto Rip Van Winkle, de Washington Irving.

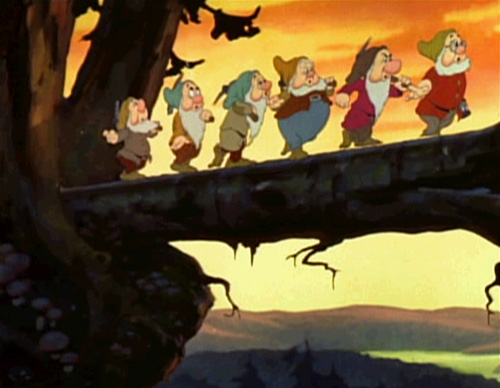
A famosa sequência "Heigh-Ho" de Branca de Neve.

Na primavera de 1934, Walt Disney decidiu qual seria o seu primeiro longa-metragem animado de Hollywood. Branca de Neve e os Sete Anões é o primeiro longa do mundo com som e cores. Walt utilizou o processo Technicolor no filme, ele também já tinha utilizado este mesmo sistema no curta-metragem Flowers and Trees (1932), na série de curtas Silly Symphonies e exclusivamente até 1934, além de outras tecnologias como a câmera multiplano e o rotoscópio. Antes do final do verão de 1934, começou então, a produção de um longa-metragem de 90 minutos. A empresa norte-americana começou a usar o termo a "loucura do Disney" descrever o futuro filme. Walt Disney viu então seu estúdio dividido em dois grandes departamentos, um para produzir curtas-metragens e o outro para a produção de um longa-metragem. Em 1935, o estúdio criou um departamento de "animação de efeitos especiais" dirigido por Cy Young.

### Silly Symphoniese o primeiro longa-metragem
Em 1934, com o longo desenvolvimento do filme Branca de Neve e os Sete Anões, a série Silly Symphonies serviu como um banco de testes para melhorar as técnicas de animação em Branca de Neve e dos Sete Anões. Muitos anões e bruxas apareceram nos curtas-metragens do estúdio durante este período, tal como em Babes in the Woods, entre outros.
Os curtas-metragens de Silly Symphonies frequentemente citados como testes são:
- The Goddess of Spring (1934) com a deusa grega Perséfone servindo de inspiração para Branca de Neve;[25]
- Broken Toys (1935) com uma boneca com as mesmas delicadezas de Branca de Neve;[27]
- The Old Mill (1937) foi usado como teste para técnicas de animação avançadas.[26]

### Desenvolvimento de vários projetos
Apesar de ainda não ter completado o seu primeiro longa-metragem e de estar certo do seu sucesso, Walt Disney havia idealizado outras produções baseadas em clássicos da literatura infantil. Bambi baseado em Bambi, A Life in the Woods de Felix Salten, publicado em 1923, foi uma das primeiras produções a ser produzida pelos estúdios Disney. Em 1933, Sidney Franklin, um produtor e diretor dos estúdios MGM adquiriu os direitos da obra de Salten, com a intenção de produzir um filme em live-action baseado no livro. Acerca de 1935, Franklin não conseguia adaptar a obra de Salten em um filme live-action, ele então, buscou por Walt Disney. Walt ficou entusiasmado com a proposta de Franklin. Mas devido a problemas com os direitos de adaptação, o projeto foi precedido por outro. A segunda animação lançada pelos estúdios Disney é baseada em As Aventuras de Pinóquio, uma história de sucesso do escritor italiano Carlo Collodi publicado no final do século XIX, cuja adaptação cinematográfica, Pinóquio, foi lançado no início de 1940, seguido por outro projeto iniciado em 1937, o filme musical Fantasia, que estreou no final de 1940.
O desenvolvimento de Fantasia começou com a produção do curta L'apprenti sorcier, que teve início em maio de 1937, quando o sucesso do Mickey Mouse começou a declinar. Durante o processo de criação do filme, Walt Disney conheceu o maestro Leopold Stokowski e discutiu com ele sobre o projeto. Em outubro de 1937, Walt afirmou que estava "animado pela ideia de trabalhar com Stokowski". No final da década de 1930 viu-se o surgimento de muitas produções. O contrato com a RKO Pictures, que teve início em 1937, exiga a entrega de 18 curtas-metragens. O estúdio continuou com a produção de projetos inacabados do início dos anos 30 e os levou à realização, tais como Moth and the Flame (1938) e Wynken, Blynken and Nod (1938). Ao mesmo tempo, as equipes de redação e o departamento de licenciamento procuravam poemas e outras obras que poderiam ser adaptadas. As três principais produções que foram iniciadas, mas foram adiadas, eram Cinderela, Alice no País das Maravilhas e Peter Pan.

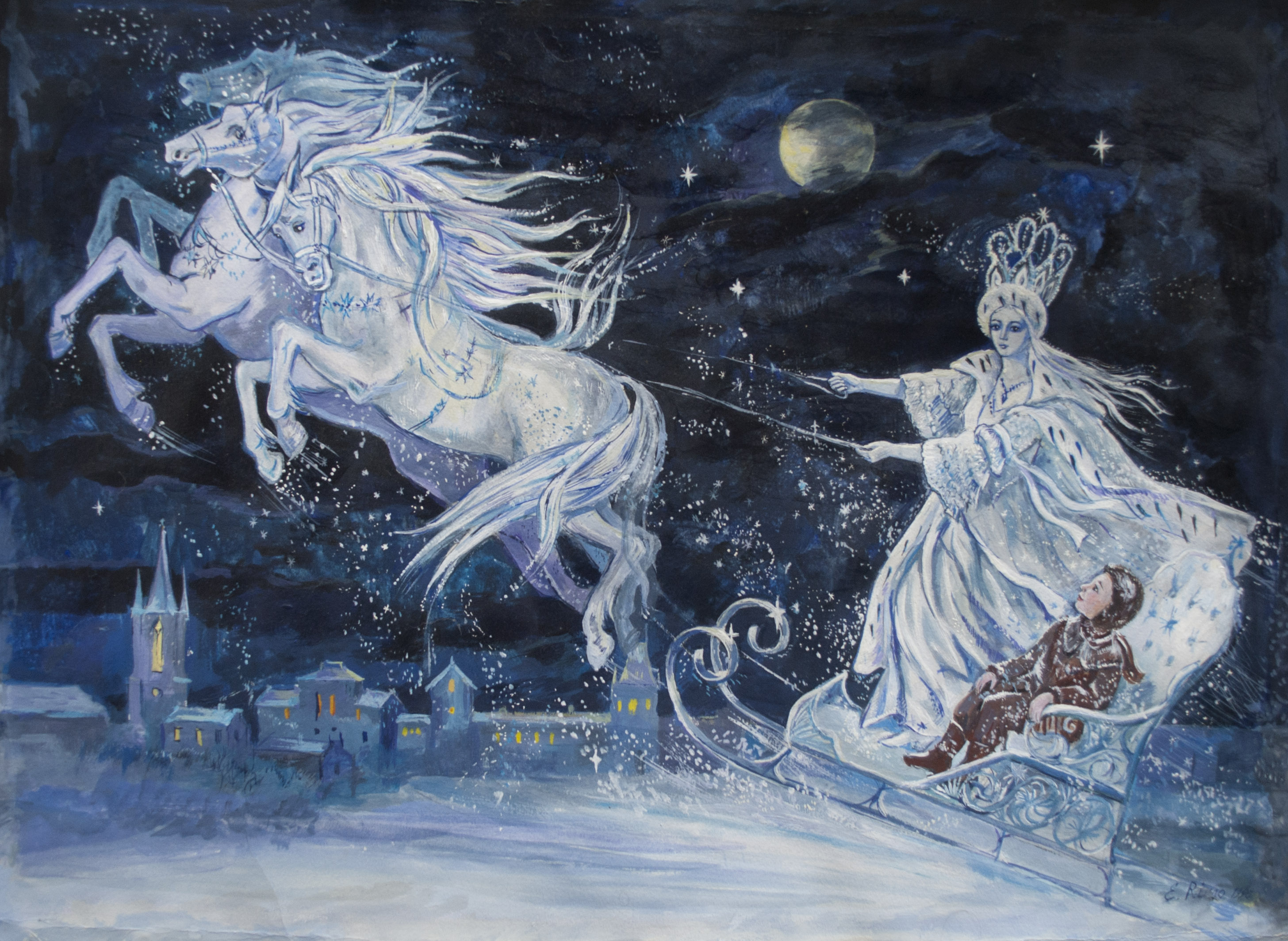
Ilustração de A Rainha da Neve, conto que Walt Disney tentou adaptar na década de 1940.

Na época de Branca de Neve e os Sete Anões (1937) Walt Disney quis adaptar uma das histórias do ciclo literário de fábulas medievais europeias Roman de Renart, do século XII, na qual todos os personagens são animais, para uma longa-metragem de animação. Entretanto, do ponto de vista de Walt, a história possuía vários problemas. Antes do lançamento de Branca de Neve e os Sete Anões, Walt Disney idealizava produzir um longa-metragem que misturava cenas de animação e em live-action, baseado no conto A Rainha da Neve, de Hans Christian Andersen. Em março de 1940, Walt ofereceu a Samuel Goldwyn uma co-produção com o seu estúdio. A empresa de Walt iria adaptar os mais famosos contos de Andersen. Mas o estúdio teve dificuldade em adaptar o conto A Rainha da Neve para o público da época, e posteriormente, o filme foi abandonado.
Desde a saída de Burton Gillett em 1934 da Disney, Ben Sharpsteen foi nomeado produtor de muitos filmes, incluindo a maioria dos longas-metragens do estúdio. David Hall começou a trabalhar em 1939 no longa Alice no País das Maravilhas e no design gráfico de Peter Pan. A produção de curtas-metragens também continuou a um ritmo frenético, com 14 produções em 1937 e 18 em 1938.

## Produções

### Curtas-metragens de animação
- 1928–1953: Mickey Mouse[52]
- 1929–1939: Silly Symphonies[53]
- 1937–1961: Donald Duck[54]
- 1937–1951: Pluto
- 1939–2007: Goofy

### Longas-metragens de animação
- 1937: Branca de Neve e os Sete Anões[55]
- 1940: Pinóquio[56]
- 1940: Fantasia[57]
- 1941: O Dragão Relutante[58]
- 1941: Dumbo[59]
- 1942: Bambi[60]